# آندرس سوبر
آندرس سوبر (استونیایی: Andres Sõber؛ زادهٔ ۲۵ آوریل ۱۹۵۶) بازیکن سابق و مربی بسکتبال اهل استونی است.
از باشگاه‌هایی که در آن بازی کرده‌است می‌توان به باشگاه بسکتبال کالو اشاره کرد.